# 水-水高能反应堆
水-水高能反应堆（俄语：Водо-водяной энергетический реактор，羅馬化：VVER，簡寫：WWER），為俄羅斯國家原子能公司旗下液壓機實驗設計局所研發的壓水反應爐。VVER最初是在1970年代之前開發的，並且一直在不斷更新。 因此，名稱VVER與從第一代反應堆到現代第三代以上反應堆設計的各種反應堆設計相關。功率輸出範圍從70到1300 MWe，正在開發的設計高達1700 MWe。 第一台VVER-210原型機是在新沃羅涅日核电站建造的。
VVER電站主要安裝在俄羅斯和前蘇聯，但也安裝在中國、芬蘭、德國、匈牙利、捷克共和国、斯洛伐克、保加利亞、印度和伊朗。 計劃引進VVER反應堆的國家包括孟加拉國、埃及、約旦和土耳其。

## 歷史
最早的VVER建於1970年之前。 V230採用六個主冷卻劑迴路，每個迴路均配有水平蒸汽發生器。 VVER-440的修改版本V213是蘇聯設計師採用的第一個核安全標準的產品。該模型包括增加的緊急核心冷卻和輔助給水系統以及升級的事故定位系統。
較大的VVER-1000是1975年後開發的，是一個四迴路系統，位於核反应堆安全壳結構中，配有噴霧蒸汽抑制系統（緊急爐心冷卻系統）。 VVER反應堆設計經過精心設計，融入了與西方第三代反应堆相關的自動控制、非能動安全和安全殼系統。
VVER-1200是目前用於施工的版本，是VVER-1000的演變版本，功率輸出增加至約 1200 MWe（總功率），並提供額外的被動安全功能。
2012年，俄羅斯國家原子能公司 (Rosatom) 表示，未來打算向英國和美國監管機構認證VVER，但不太可能在2015年之前申請英國許可證。
第一個 VVER-1300 (VVER-TOI) 1300 MWE 機組的建設於2018年開始。

## 設計

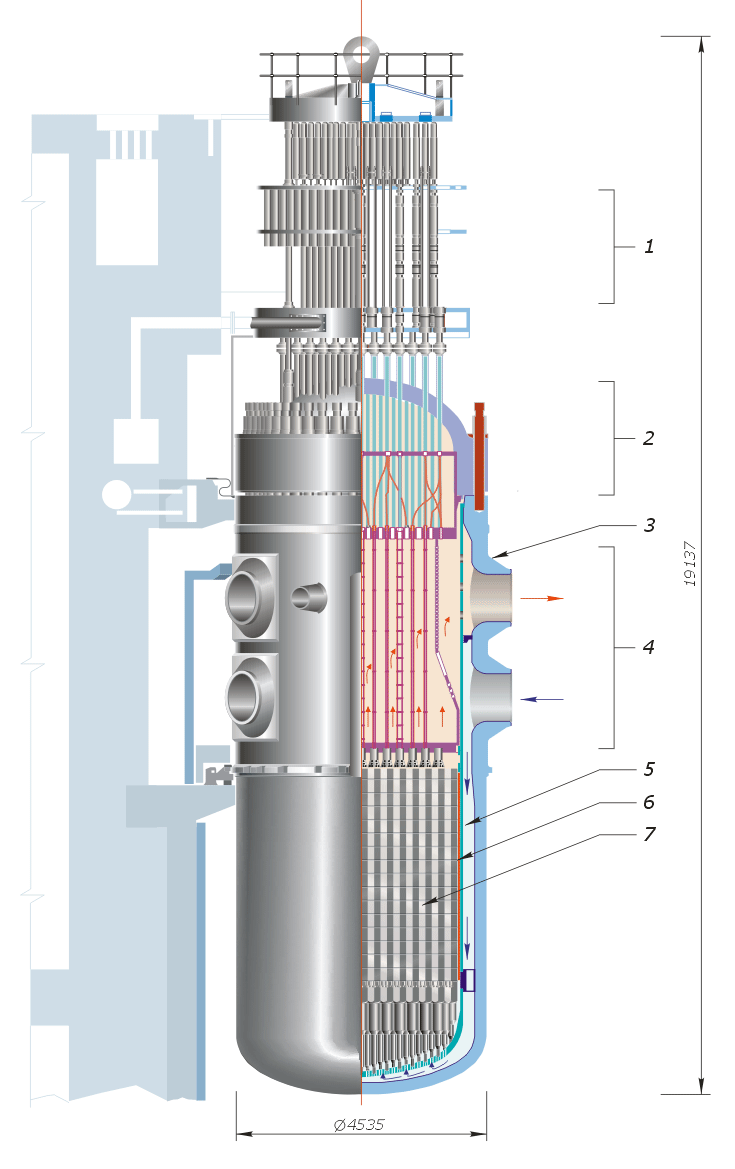
VVER-1000（或WWER-1000）是一台功率达1000MWe的水-水高能反应堆

俄語縮寫VVER代表“水-水高能反應堆”（即水冷水控能源反應堆）。 該設計是一種压水反应堆（PWR）。 與其他压水反应堆相比，水-水高能反应堆的主要區別特徵是：
- 臥式蒸汽產生器
- 六角形的反应组件
- 壓力容器中無底部穿透
- 大容量调压器可提供大量反應堆冷卻劑庫存

反應堆燃料棒完全浸入保持在15 MPa壓力的水中，因此它不會在正常（220至300°C以上）工作溫度下沸騰。 反應堆中的水既用作冷卻劑又用作減速劑，這是重要的安全功能。 如果冷卻劑循環失效，水的中子減速作用就會減弱，從而降低反應強度並補償冷卻損失，這種情況以空泡係數（英語：Void coefficient）衡量。 更高版本的反應堆裝在大型鋼製壓力殼中。 燃料是低濃度（約2.4–4.4％235U）的二氧化鈾（UO2）或類似物，被壓成小球並組裝成燃料棒。

### VVER和美式壓水反應爐不同之處

與西屋公司壓水堆設計相比，六角形燃料組件的佈置. 請注意，此六角形排列中有163個組件，而西屋排列中有193個組件。

VVER和美式壓水反應爐（簡寫PWR）不同之處有
- 蒸氣產生器臥置（美式为立置）
- 反應棒為六角形（美式为四角形）
- 調壓器的容積較大

第一座水-水高能反應堆（VVER-210）於1964年運轉，至今全世界有67座俄式反應爐在俄羅斯、烏克蘭、斯洛伐克、匈牙利、保加利亞、捷克和芬蘭等國運轉。
在2019年6月，VVER-TOI型水-水高能反應堆被认证符合歐洲核電廠安全标准。

### 安全屏障

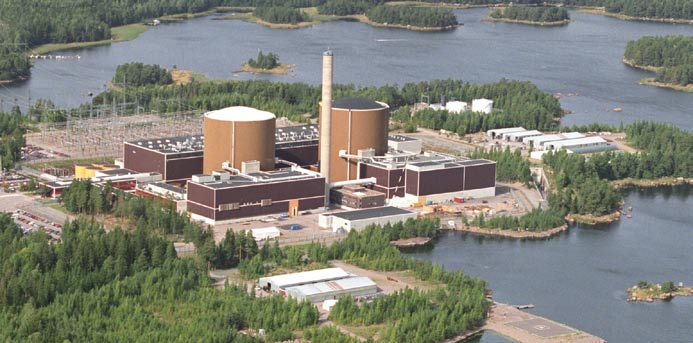
芬蘭洛維薩的兩個VVER-440機組擁有符合西方安全標準的安全殼建築。

核反應堆的一個典型設計特徵是分層安全屏障，防止放射性物質逸出。 VVER反應堆有三層：
- 燃料棒：氧化鈾燒結陶瓷燃料芯塊周圍的密封鋯合金（Zircaloy）包層提供了耐熱和高壓的屏障。
- 反應堆壓力容器壁：一個巨大的鋼殼密封地包裹著整個燃料組件和一次冷卻劑。
- 反應堆建築：包圍整個第一迴路的混凝土安全殼建築，其強度足以抵抗第一迴路破裂可能造成的壓力突波。

與切尔诺贝利核事故中涉及的RBMK反應堆相比，VVER採用本質上更安全的設計，因為冷卻劑也是慢化劑，並且其設計本質上與所有壓水反應堆一樣具有負空隙係數。它不存在石墨慢化的RBMK在發生冷卻劑損失事故時反應性增加和高功率瞬變的風險。由於尺寸原因，RBMK反應堆的成本也很高，因此也沒有建造安全殼結構; VVER核心小得多。

## 参阅
- 俄羅斯核能
  - 列宁格勒核电站
  - 新沃羅涅日核电站
- AP1000